# Дефект по Френкелю
Дефе́кт по Фре́нкелю (пара Френкеля) — точечный дефект кристалла, представляющий собой пару, состоящую из вакансии и междоузельного атома (иона). Образуется в результате перемещения атома (иона) из узла кристаллической решётки в междоузлие, то есть в такое положение, которое в идеальной решётке атомы (ионы) не занимают. Назван по имени  Я. И. Френкеля, впервые развившего представления о механизме образования термодинамически равновесных точечных дефектов.
Дефекты по Френкелю образуются в результате нагрева кристаллов, а также при облучении кристаллов потоками частиц или высокоэнергичными квантами электромагнитного излучения. 
При нагреве кристалла возрастает количество атомов с кинетической энергией, достаточной для выхода из узла решётки, соответственно возрастает и количество дефектов по Френкелю. Их равновесную концентрацию  {\displaystyle n}, соответствующую температуре кристалла {\displaystyle T}, можно оценить по формуле
{\displaystyle n\approx {\sqrt {NN^{\prime }}}\exp(-\Delta E/2kT),}
где {\displaystyle N} и {\displaystyle N^{\prime }} — концентрации узлов и междоузельных положений соответственно, {\displaystyle \Delta E} — энергия, необходимая для перемещения атома из узла решётки в междоузлие,  {\displaystyle k} — постоянная Больцмана.
В кристаллах с большими межатомными промежутками дефекты по Френкелю возникают с большей вероятностью, чем в плотноупакованных кристаллах. Так, они типичны для чистых кристаллов галогенидов серебра. В отличие от дефектов по Шоттки, их образование не влияет на плотность кристалла, поскольку миграция иона не приводит ни к изменению объёма, ни к изменению массы кристалла.
Наиболее вероятно образование дефектов по Френкелю в случае ионов малого размера (Li+,Ag+, F-), в структуре типа флюорит (в анионной подрешётке) и ZnS (вюрцит, в катионной подрешётке), а также при наличии стехиометрических дефектов.